# 75センツ
75 センツ（75 Cents、1933年1月29日 - 2010年11月19日）は、クロアチアの歌手、アコーディオン奏者。本名はラディスラヴ・デメテルフィー（Ladislav Demeterffy）で4 Kuna 20 LipasやLaciといった名前での活動も行っていた。ザグレブ音楽院でピアノを習い、ザグレブの街でアコーディオンの演奏を行っていた。
バンド・クラリェヴィ・ウリツェ（Kraljevi ulice）とともに楽曲「Romanca」でユーロビジョン・ソング・コンテスト2008のクロアチア代表として出場し、決勝で21位になった。ユーロビジョン・ソング・コンテスト代表を決めるクロアチア予選、HRTドラで優勝した際に75歳だった自分の年齢から、75センツの名前を付けた。このときの年齢はユーロビジョン・ソング・コンテスト史上最高齢である。
2010年11月19日、ザグレブのヴィノグラドスカ病院で77歳で亡くなっている。